# Пастушок болотяний
Пастушок болотяний (Aramides albiventris) — вид журавлеподібних птахів родини пастушкових (Rallidae). Мешкає в Мексиці і Центральній Америці. Раніше вважався конспецифічним з сіршиїм пастушком, однак був визнаний окремим видом.

## Опис

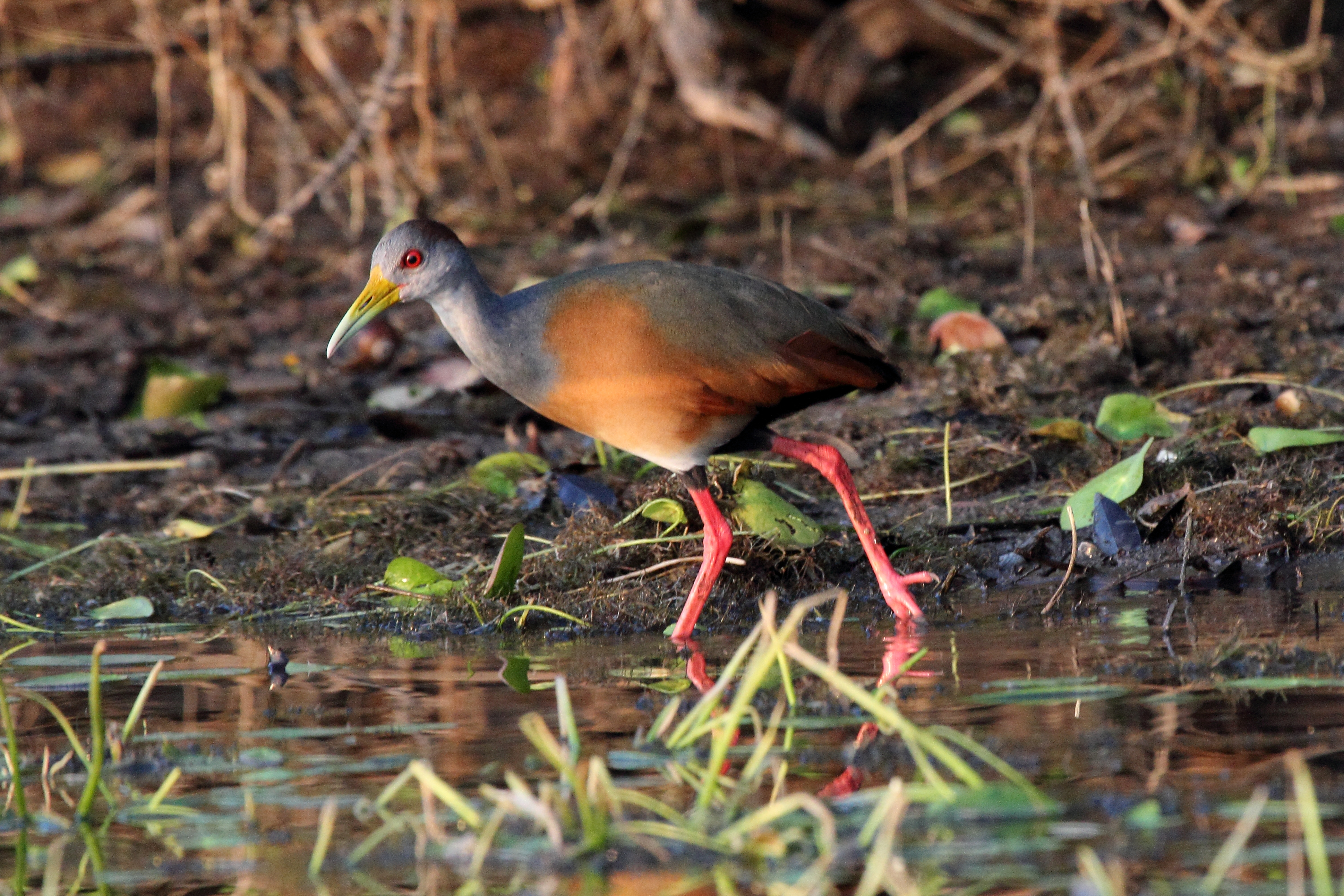
Болотяний пастушок (Беліз)

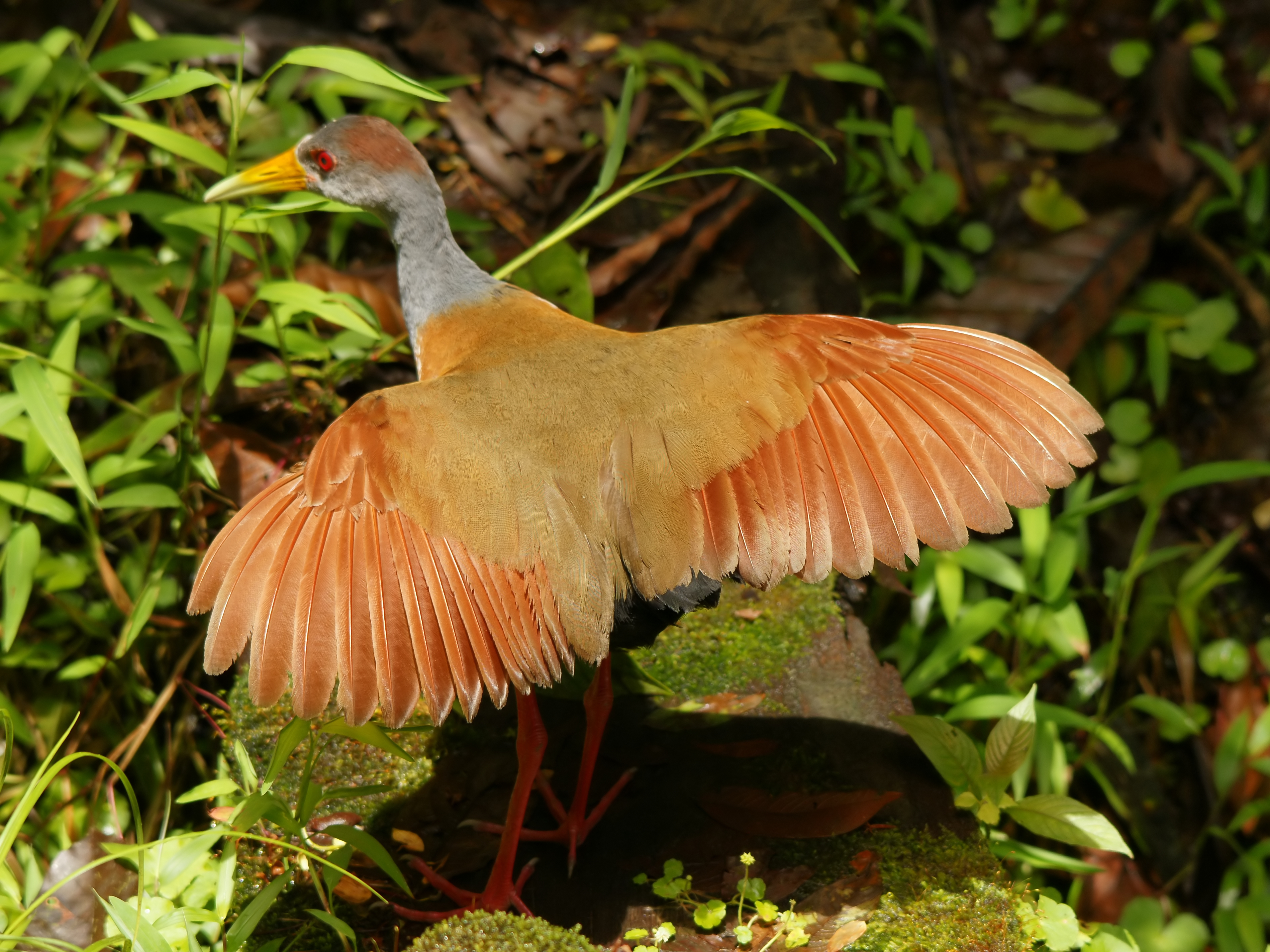
Болотяний пастушок

Довжина птаха становить 38 см, вага 460 г. Верхня частина тіла оливково-зелена або темно-коричнева, голова і шия сірі, на потилиці коричнева пляма. Груди і боки руді, живіт, надхвістя і хвіст чорні. Очі і лапи червоні. Виду не притаманний статевий диморфізм. У молодих птахів живіт чорнуватий, поцяткований охристими плямами.

## Підвиди
Виділяють п'ять підвидів:
- A. a. mexicanus Bangs, 1907 — східна Мексика;
- A. a. vanrossemi Dickey, 1929 — від південної Мексики до південно-західної Гватемали і західного Сальвадору;
- A. a. albiventris Lawrence, 1868 — півострів Юкатан, північна Гватемала і Беліз;
- A. a. pacificus Miller, W & Griscom, 1921 — карибські схили Гондурасу і Нікарагуа;
- A. a. plumbeicollis Zeledón, 1892 — північно-східна Коста-Рика.

## Поширення і екологія
Болотяні пастушки мешкають в Мексиці (зокрема на острові Косумель), Гватемалі, Белізі, Сальвадорі, Гондурасі, Нікарагуа і Коста-Риці. Вони живуть в заболочених лісах. на узліссях вологих тропічних лісів на берегах лісових струмків.